# Adriaan Hoogesteger
Adriaan (Adrie) Hoogesteger (Wieringen, 21 februari 1953 – Hippolytushoef, 12 september 1978) was een Nederlands profvoetballer, die speelde voor AZ '67.

## Biografie
Hoogesteger werd geboren in 1953 in de gemeente Wieringen. Hij begon op negenjarige leeftijd met voetballen bij het lokale VV Succes. Op 19-jarige leeftijd werd hij door trainer Cor van der Hart als amateur naar het zojuist gepromoveerde AZ '67 gehaald, dat dat jaar tevens Kees Kist en Kristen Nygaard haalde. Hij stond bij de club bekend als introverte, rustige jongen. Hij maakte al snel indruk en groeide als linksbuiten uit tot publiekslieveling. In de vierde wedstrijd van het seizoen, thuis tegen Excelsior Rotterdam op 3 september 1972, maakte Hoogesteger een hattrick. Hierop besloot bondscoach František Fadrhonc op te nemen in de selectie van Jong Oranje. Kort hierna kreeg Hoogesteger last van rugklachten. Na zijn eerste seizoen tekende hij een profcontract.
Aan het einde van het seizoen 1973-1974 ging het mis en liep Hoogesteger een hardnekkige rugblessure op. Hierna speelde hij nog maar enkele wedstrijden voor de club. In de zomer van 1976 werd zijn contract bij AZ '67 niet verlengd en moest hij zijn profcarrière beëindigen. Hoogesteger keerde hierop terug naar zijn oude club VV Succes.
Op dinsdag 12 september 1978 zakte Hoogesteger kort na aankomst op een training VV Succes in elkaar. Hij was getroffen door een acute hartstilstand, waaraan hij op het trainingsveld overleed. Hij werd 25 jaar.
Bij VV Succes wordt jaarlijks het I.M. Adriaan Hoogesteger toernooi georganiseerd, ter nagedachtenis van Hoogesteger. In 2015 maakte Fox Sports een documentaire over Hoogesteger onder de titel Het Pareltje van Wieringen, een verloren AZ-talent.